# 威廉·米勒 (英格兰足球运动员)
威廉·米勒（英語：William Miller；1996年6月8日—）是一位已退役英格蘭足球運動員。在場上司職中場或前鋒。他曾效力於英格蘭冠軍足球聯賽球隊保顿艾尔宾足球俱乐部和英超球隊热刺  。
他也曾是一位演員，演出過的劇目有英國BBC電視台2007年的等。

## 外部連結
- 威廉·米勒在互联网电影资料库（IMDb）上的資料（英文）
- 足球数据库：威廉·米勒的球员统计数据